# Лубнин, Гавриил Вадимович
Гавриил Вадимович Лубнин (14 апреля 1969 — 15 октября 2023) — российский художник, поэт и музыкант.

## Биография
Гавриил Вадимович Лубнин родился 14 апреля 1969 года в Ленинграде в семье художников. Рисовал с раннего детства, учился живописи в детской художественной школе на Фонтанке
Перед службой в армии по направлению военкомата окончил школу водолазов. Служил в ракетных войсках.
Лубнин занимался иллюстрированием печатных изданий различных авторов, опубликовал несколько сборников собственных стихов с иллюстрациями, а также ряд графических работ в виде набора открыток, записал несколько музыкальных альбомов.
Записал песню «С приездом» («Дэвид Копперфилд») с группой «Н. О. М.», «Старый следопыт» с Олегом Гаркушей, сотрудничал как автор нескольких песен с группой «Чирвонцы», как художник с группой «АукцЫон». Участник многих художественных выставок. Рисовал для художественного журнала «Сельская жизнь» и московской общегородской газеты «Большой город». Принимал участие в проектах Творческого объединения «Красный матрос».
Проживал в Санкт-Петербурге.
Найден мёртвым 15 октября 2023 года в своей квартире. Похоронен на Серафимовском кладбище.

## Работы

### Книги
- Лубнин Г. Мужик собаку растил, вырастил и… отпустил. — СПб., 1990. — 70 с.
- Лубнин Г. Мужик собаку растил, вырастил и… отпустил. — 2-е изд., перераб. и доп. — СПб.: Типография «Северный горизонт», 2000. — 70 с.
- Лубнин Г. Мужик собаку растил, вырастил и… отпустил. — СПб.: Про Либрис, 2004. — 70 с. — ISBN 5-98458-001-2.
- Лубнин Г. Свинец и Вата. Набор в листах. — СПб.: Борей Арт, 2004. — 91 с.
- Лубнин Г. Глаз да глаз. — СПб.: Красный Матрос, 2007. — 92 с. — ISBN 5-7187-0620-4.
- Лубнин Г. Алкожало. — СПб.: Gabriello, 2008. — ISBN 5-7187-0876-2.
- Лубнин Г. Кровельщик. — СПб.: Борей Арт, 2009. — 110 с. — ISBN 978-5-7187-0904-9.
- Лубнин Г. Глаз да глаз. — 2-е изд.. — СПб.: Борей Арт, 2010. — 92 с. — ISBN 978-5-7187-0924-7.
- Лубнин Г. Миша и Миша. — СПб.: Борей Арт, 2014. — 68 с. — ISBN 978-5-7187-0899-8.
- Лубнин Г. Азбука. — СПб.: Борей Арт, 2014. — 72с., 34 л. ил. 29,5×21 см. с. — ISBN 978-5-7187-0925-4.
- Лубнин Г. Плавунец. — СПб., 2017. — 140 с. — ISBN 978-5-7187-0958-2.
- Лубнин Г. Яночка. — СПб.: Борей Арт, 2019. — 148 с. — ISBN 978-5-7187-0998-8.
- Лубнин Г. Балеринка. — СПб.: Борей Арт, 2019. — 128 с. — ISBN 978-5-7187-0953-7.
- Лубнин Г. Машки. — СПб.: Борей Арт, 2021. — 92 с. — ISBN 978-5-7187-0997-1.
- Лубнин Г., Семашков Р. Мимо Клима. — СПб.: Борей Арт, 2021. — 172 с. — ISBN 978-5-7187-1019-9.
- Лубнин Г. В семь Петя. — СПб.: Борей Арт, 2021. — 176 с. — ISBN 978-5-7187-1020-5.
- Лубнин Г. Мока-Мока. — СПб.: Борей Арт, 2022. — 128 с. — ISBN 978-5-7187-1022-9.
- Лубнин Г. На морозе. — СПб.: Борей Арт, 2024. — 96 с. — ISBN 978-5-7187-1036-6.

### Иллюстрации
- Дмитрий Озерский. Там, где...: стихи для детей среднего школьного возраста. — М.: ОГИ, 2009. — 52 с. — ISBN 978-5-94282-548-5.
- Михаил Сапего. «Про Льва Толстого». Серия «Про» - книга двадцать пятая. — СПб.: Красный матрос, 2009. — 32 с. — ISBN 5-7187-0263-9.
- Михаил Сапего. Восемь горемычных песен. Серия «Обрыдалово». — СПб.: Красный матрос, 2010. — 20 с. — ISBN 5-7187-0556-Х.
- Олег Гаркуша. Ворона. Стихи. — Тула: Имидж Принт, 2015. — 192 с. — ISBN 978-5-904266-15-8.
- Олег Гаркуша. Баба-Яга: стихи, истории. — Тула: Имидж Принт, 2021. — 270 с. — ISBN 978-5-6044696-5-1.
- Анатолий Гаврилов. Под навесами рынка Чайковского. Рассказы. — М.: ООО ИД «Городец», 2021. — ISBN 978-5-907358-21-8.

### Музыкальные альбомы
- Вода (1996)
- Пьянство бритва (1998)
- Бадяга Spongilla (2007)[4]
- Высок полёт (2007)
- Всё хорошо (2008)[5][6]
- Все иначе повернётся (2009)

### Прочее
- Башлачев Александр. Таганский концерт. 3LP (2CD). Оформление обложки альбома. FeeLee Records, 1992[7][8]
- Гавриил Лубнин. Графика. Выпуск 1. Каталог графических работ. — Формат: 24,5 см x 23 см.. — СПб.: Борей-Арт, 2005. — ISBN 5-7187-0616-6.
- Гавриил Лубнин. Графика. Выпуск 2. Каталог графических работ. — Формат: 24,5 см x 23 см.. — СПб.: Борей-Арт, 2006. — ISBN 5-7187-0659-x.
- Гавриил Лубнин. Перекидные календари ЗАО «Бест Керамикс». 2009 г. СПб, 2008.
- Гавриил Лубнин. Перекидной календарь на 2012 г.. — Формат А5. — СПб.: Борей-Арт, 2011. — 12 с.
- Гавриил Лубнин. Перекидной календарь на 2013 г. — Формат А5 — СПб. : Борей — Арт, 2012 . — 12 c.
- Гавриил Лубнин. Новогодние открытки — поздравления для НРА. Стихи, рисунки. Москва. Национальное Рейтинговое Агентство , 2012—2017 гг.

## Выставки

### Коллективные
- 1992 — «Гардероп» Центральный выставочный зал «Манеж», Санкт-Петербург;
- 1992 — «Гений и безумие» Дворец пионеров, Санкт-Петербург;
- 1992 — «Оранжевая мама» Дом Культуры Ильича, Санкт-Петербург;
- 1993 — «Борщ» Выставочный зал Союза художников, Санкт-Петербург;
- 1994 — III Петербургская Биеннале Современного Искусства, Центральный выставочный зал «Манеж», Санкт-Петербург;
- 1997 — «Петербургский портрет», Центральный выставочный зал «Манеж», Санкт-Петербург;
- 1998 — Живописный пленер «Шува-ловэ», Санкт-Петербург;
- 1998 — Симпозиум «СТУЛ», Деревня художников, Санкт-Петербург;
- 1999 — «Звуки красок» галерея «Борей», Санкт-Петербург;
- 2002 — «Водоканал» галерея «Борей», Санкт-Петербург;
- 2002 — «Да будет свет» галерея «Борей», Санкт-Петербург;
- 2003 — Фестиваль аудио-визуальных искусств «Scopetone», клуб «Порт», Санкт-Петербург;
- 2004 — Выставка «Мимикрия». Коломяги, Санкт-Петербург;
- 2006 — «Львы Петербурга» шествие львов, Санкт-Петербург;
- 2007 — Марина Азизян & Со. «Почти взаправду», Выставочный зал НоМи, Санкт-Петербург;
- 2007 — «Царскосельский пленэр», Государственный музей «Царскосельская коллекция», Санкт-Петербург;
- 2007 — Международная выставка-акция «Плот-4», Санкт-Петербург;
- 2008 — АНЛХРП «Этикетки 50*60 холст, масло». Санкт-Петербург;- Москва. Малый манеж, Санкт-Петербург;
- 2009 — OPEN AIR. Живопись. Театрализованная видео-инсталляция в саду Фонтанного Дома. Санкт-Петербург;
- 2010 — «Санкт-Петербургская Деревня Художников». ЦВЗ «Манеж», Санкт-Петербург;
- 2011 — «Таня». Живопись. Борей, Санкт-Петербург;
- 2012 — «Плот искусств-5», международная выставка-акция. Озерки, Санкт-Петербург;
- 2014 — «Аппликация». Арт-галерея «Борей». Санкт-Петербург[9].

### Персональные
- 1995 — Персональная выставка, галерея «Борей», Санкт-Петербург;
- 1998 — Выставка графики, Редакция журнала «На дне», Санкт-Петербург;
- 1999 — «Портреты людей, натюрморты». Живопись, галерея «Борей», Санкт-Петербург;
- 2002 — Выставка графики, «Ленэнерго», Санкт-Петербург;
- 2003 — Персональная выставка «Медицинская пластика» галерея «Сельская жизнь», Санкт-Петербург;
- 2005 — Персональная выставка «Зверьки и дверки», галерея «Борей», Санкт-Петербург;
- 2006 — Персональная выставка, клуб-ресторан «Дума», Москва, Россия;
- 2006 — «Чуковский на Чайковского» живопись по металлу в Чаплин-клубе, Санкт-Петербург;
- 2006 — «Фотороботы или как живые», галерея «Борей», Санкт-Петербург;
- 2007 — Персональная выставка «Папино золото», галерея «Борей», Санкт-Петербург;[10]
- 2008 — Выставка. Живопись. Для НРА, СРО НФА и ВТБ. Клуб «Fabrique», Москва.
- 2008 — Презентация книги стихов «Алкожало». Выставка графики. Борей, Санкт-Петербург;
- 2009 — Выставка графики «Меню», галерея «Борей», Санкт-Петербург;
- 2009 — «Бумага, уголь». Графика. Борей, Санкт-Петербург;[11]
- 2017 — «ПУХ И ПРАХ». Живопись. Борей, Санкт-Петербург;
- 2023 — «АНЖЕЛА». Аппликация. Борей, Санкт-Петербург;[12]

## Работы находятся
- Частные коллекции России, Франции, Чехии, Германии, Австралии, Голландии, Канады, Израиля, США;
- Музей современного искусства Эрарта, Санкт-Петербург, Россия;
- Дом-музей К. И. Чуковского, Переделкино, Россия[13].